# Persona non grata (2005)

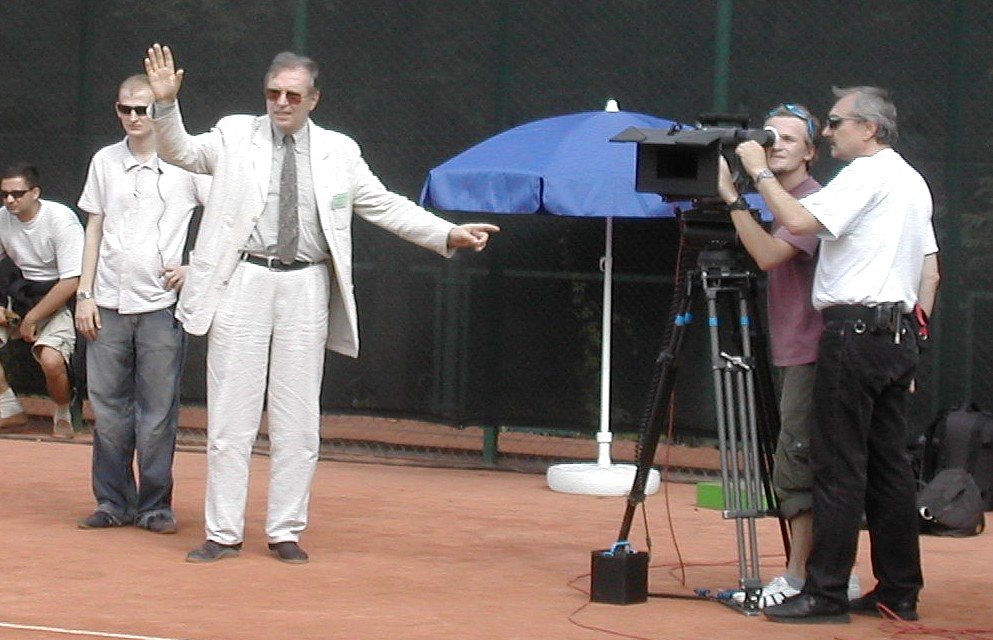
Krzysztof Zanussi bei den Dreharbeiten in Moskau

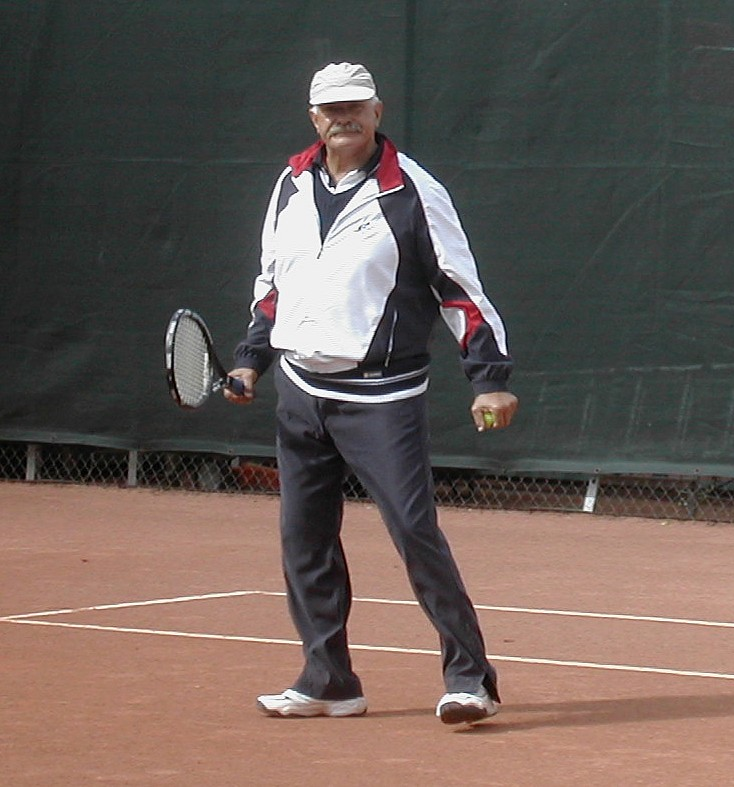
Nikita Michalkow bei den Dreharbeiten in Moskau

Persona non grata ist ein polnischer Spielfilm aus dem Jahr 2005.

## Handlung
Wiktor Leszczyński ist polnischer Botschafter in Uruguay. Seine Frau Helena war aus Montevideo abgereist, da sie unter hohen Blutdruck litt. In Warschau stirbt sie unerwartet an einem Schlaganfall. Wiktor lässt sie einäschern. Bei der Trauerzeremonie trifft Wiktor auf seinen alten, russischen Freund Oleg. Oleg begann seine diplomatische Karriere vor über 20 Jahren für die Sowjetunion in Polen, während Wiktor im Untergrund für die Opposition tätig war. Die Freundschaft zwischen Wiktor und Oleg ist durch zwei Verdächtigungen von Wiktor belastet. Wiktor ist überzeugt davon, dass Oleg eine Affäre mit seiner Ehefrau Helena hatte und gleichzeitig für die Sowjetunion die polnische Opposition ausspioniert hat. Nach dem Tod Helenas hofft Wiktor, dass Oleg ihm die Wahrheit darüber sagt. Oleg lässt ihn jedoch im Ungewissen.
Nach der Trauerfeier kehrt Wiktor wieder nach Montevideo auf seinen Posten zurück. Emotional belastet durch den Tod seiner Frau findet er sich nur schwer wieder zurecht. Einzig sein Schäferhund Hippolyt ist ihm geblieben. Die Einsamkeit wird erst durchbrochen, als der junge Konsul Waldemar mit seiner russischen Gattin Oxana ankommt. Sie beziehen die Gästezimmer der Botschafterresidenz und Wiktor fühlt sich durch Oxana an seine Helena erinnert. 
Im Mittelpunkt der diplomatischen Arbeit steht der Abschluss eines Vertrages über den Verkauf von Hubschraubern an das uruguayische Militär. Wettbewerber der Polen sind die Russen, die Oleg als Vizeaußenminister nach Uruguay schicken. Ebenso reist der polnische Vizeaußenminister an. Für Wiktor verstärkt sich in dieser Zeit der Verdacht, dass die polnische Botschaft durch einen Spion der Russen infiltriert ist. Die russische Delegation scheint den Vertrag erfolgreich abschließen zu können. Wiktor zieht seinen Freund Alfredo ins Vertrauen. Alfredo ist italienischer Konsul und soll über seine Sicherheitsorgange herausfinden, wer der Spion in der polnischen Botschaft ist. Wiktor stellt seine eigenen kleinen Fallen auf und verdächtigt nun Oxana der Wirtschaftsspionage für die Russen. Oxana hatte jedoch nur aus Misstrauen gegenüber ihrem Ehemann Akten kopiert. Das Ehepaar verlässt nach diesem Verdacht die Residenz und zieht in ein Hotel. Waldemar informiert Wiktor darüber, dass die Italiener den Vertrag über den Verkauf von Hubschraubern unterzeichnet haben.
Als auch noch Wiktors Schäferhund eingeschläfert werden muss, verlassen Wiktor endgültig die Kräfte. Er zieht sich für die Nacht zurück und ihm erscheint seine Ehefrau Helena. Am nächsten Morgen finden die Bediensteten seine Wohnung verschlossen. Wiktor ist spurlos verschwunden. Nach ein paar Stunden kehrt er im Pyjama bekleidet barfuß zurück in die Residenz. Er hatte die Urne mit ans Meer genommen und die Asche seiner Frau dem Wind übergeben. Die besorgten Mitarbeiter empfangen ihn, doch er lässt sie allein zurück und setzt sich in seiner Wohnung an den Flügel. Einige Zeit später finden die Mitarbeiter ihn tot am Boden liegend.

## Kritiken
„In konsequenter Fortsetzung seiner Anfänge als Verfechter eines 'Kinos der moralischen Unruhe' erzählt Zanussi von einem alten Mann, der sich nach dem Tod seiner Frau vollends in jenem Netz aus Verdacht und Verrat verfängt, das schon lange über seinem Leben hängt. Dass der Protagonist ein ehemaliger Dissident und nunmehriger polnischer Botschafter in Südamerika ist, gibt dem Regisseur Gelegenheit, die Verflechtungen von persönlichem und politischem Verrat nicht nur in der Vergangenheit und Gegenwart anzudeuten, sondern auch für die Zukunft zu prophezeien ... Es ist ein Film, der die Orientierungslosigkeit der Alten in der Gegenwart ebenso still und präzise beschreibt wie die beginnende Korrumpiertheit der Jüngeren.“

„Echt schlimmes Methusalem-Kino aus Polen, in dem über Eifersucht, Verrat, Religion und Kommunismus immer nur geredet wird.“

## Auszeichnungen
Der Film nahm am Wettbewerb der Internationalen Filmfestspiele von Venedig 2005 teil, ging bei der Preisvergabe allerdings leer aus. Nach der Uraufführung in Venedig wurde der Film auf dem Polnischen Filmfestival Gdynia gezeigt. Zanussi wurde hier mit dem Preis der Jury geehrt und Nikita Michalkow erhielt den Preis des besten Nebendarstellers. 2006 wurde der Film mit vier polnischen Filmpreisen ausgezeichnet und erhielt sechs weitere Nominierungen. Jerzy Stuhr wurde als bester Nebendarsteller ausgezeichnet. Weitere Preise erhielt der Film für den besten Schnitt, den besten Ton und Wojciech Kilar für die beste Filmmusik.